# Bring Forth The Body
Bring Forth The Body är en roman av Simon Raven, utgiven 1974. Romanen var den nionde att publiceras i den svit som bär namnet Alms for Oblivion och är även den nionde i själva kronologin (1945 - 73) då den utspelar sig 1972. 

## Persongalleri
- Somerset Lloyd-James – Parlamentsledamot och medhjälpare till lord Canteloupe. Undersekreterare på handelsdepartementet. Har precis avlidit när berättelsen tar sin början, om morgonen 10 maj 1972. En huvudperson i Fielding Gray, The Rich Pay Late, Friends In Low Places, The Judas Boy, Places Where They Sing och Come Like Shadows.
- Kapten Detterling – Parlamentsledamot och f d militär. Litterär kompanjon till Fielding Gray. Utreder i tystnad sin väns, Somerset Lloyd-James, död. Figurerade i Fielding Gray, Sound The Retreat, The Sabre Squadron, The Rich Pay Late, Friends In Low Places, The Judas Boy och Come Like Shadows.
- Dolly – Trogen hushållerska till Somerset Lloyd-James sedan många år.
- Stupples – Kriminalpolis som utreder Somerset Lloyd-James död.
- Pulcher – Kriminalpolis som utreder Somerset Lloyd-James död.
- Carton Weir – Parlamentsledamot. Lord Canteloupes högra hand trots att denne avskyr honom. Får ofta hantera många av lordens frispråkiga uttalanden.  Figurerade även i The Rich Pay Late, Friends In Low Places samt The Judas Boy.
- Lord Canteloupe – Handelsminister. Begiven på mat, sprit och sex men har en något vacklande hälsa. Figurerade i Sound The Retreat, The Sabre Squadron, Friends In Low Places, The Judas Boy, Places Where They Sing och Come Like Shadows.
- Peregrina Lennox Lloyd-James – Somerset Lloyd-James åldriga mor.
- Helene Morrison – Peter Morrison’s lojala maka. Figurerade i The Rich Pay Late och Friends In Low Places.
- Nickie Morrison – Makarna Morrisons äldste son. Förståndshandikappad efter hjärnhinneinflammation.
- Peter Morrison – Parlamentsledamot. Efter att inte ha haft några politiska uppdrag 1956 – 68 har Morrison åter fått en plats i parlamentet. Han föreslår av kapten Detterling som ny undersekreterare åt lord Canteloupe efter Somerset Lloyd-James död. En huvudperson i Fielding Gray, Sound The Retreat, The Rich Pay Late och Friends In Low Places.
- Leonard Percival – Vid underrättelsetjänsten. Undersöker tillsammans med Kapten Detterling Somerset Lloyd-James död. Figurerade tidigare i The Sabre Squadron och The Judas Boy.
- Maisie Malcolm – En mycket hederlig och vänlig prostituerad som haft Fielding Gray, Somerset Lloyd-James, Lord Canteloupe och flera andra högt uppsatta personer som mångåriga kunder. Figurerade tidigare i The Rich Pay Late, Friends In Low Places och The Judas Boy.
- Max de Freville – F d spelare. Figurerade i The Rich Pay Late, Friends In Low Places, The Judas Boy och Come Like Shadows.
- Roger Constable – Provost på Lancaster College. Fortfarande en man med viss moral. Figurerade i Fielding Gray, The Sabre Squadron, The Rich Pay Late, Friends In Low Places, The Judas Boy och Places Where They Sing.
- Elvira Constable – Roger Constables maka. Något nervös. Figurerade tidigare i Places Where They Sing.
- Tom Llewyllyn – Författare och akademiker. Historiker på Lancaster College. Figurerade tidigare i The Rich Pay Late, Friends In Low Places, The Judas Boy, Places Where They Sing och Come Like Shadows.
- Baby Llewyllyn – Tom Llewyllyns 12-åriga dotter. Vuxen för sin ålder. Figurerade tidigare i Places Where They Sing.
- Fielding Gray – Ganska framgångsrik författare som lever ensam i en liten kuststad. Huvudperson eller bifigur i Fielding Gray, The Sabre Squadron, Friends In Low Places, The Judas Boy, Places Where They Sing och Come Like Shadows.
- Jonathan Gamp – En allmänt underhållande vän till Somerset Lloyd-James. Societetslejon med okänt yrke. Figurerade i The Rich Pay Late och Friends In Low Places.
- Gregory Stern – Förläggare åt Fielding Gray och partner med kapten Detterling. Lyckligt gift med Isobel. Figurerade i Fielding Gray, The Rich Pay Late, Friends In Low Places, The Judas Boy, Places Where They Sing och Come Like Shadows.
- Ivan Blessington – Gammal studiekamrat till Morrison, Gray och Lloyd-James. Figurerade i Fielding Gray och The Sabre Squadron. Omnämnd i The Rich Pay Late.
- Meriel Weekes – 1945 föreståndarinna på den skola där flera av huvudpersonerna gick. Mor till Somerset Lloyd-James oäkta son.
- James Weekes – Somerset Lloyd-James oäkta son.

## Handling
Denna del av sviten centreras kring Somerset Lloyd-James och hans liv men kommer även i mycket att handla om kapten Detterlings och Leonard Percivals liv eftersom de utreder hans död och får vissa insikter. Handlingen börjar med att Kapten Detterling besöker sin gamle vän Somerset Lloyd-James om morgonen den 10 maj 1972 för att förhöra sig om lord Canteloupes hälsa. Handelsministern sägs nämligen vara på väg att knäckas av sin arbetsbörda. Detterling mottas av Lloyd-James chockade hushållerska Dolly som visar honom dennes döda kropp i ett blodfyllt badkar. Allt tyder på självmord med ett rakblad. 
Polismännen som anländer konstaterar att det officiellt är fråga om självmord p.g.a. överansträngning och förklarar för Detterling att man inte vill rota för mycket i detta för att undvika vad som kunde vara en obehaglig skandal. Däremot kommer man överens om att låta Detterling delta i en utredning i det tysta. Samma kväll har Detterling en blöt middag med sin släkting, lord Canteloupe, för att diskutera vad Lloyd-James höll på med i egenskap av undersekreterare. Han föreslår även Canteloupe, som trots alla rykten verkar vara i fin form och dricker mer än någonsin, att göra Peter Morrison till sin nye undersekreterare. Vid sin död var Lloyd-James och Canteloupe precis i färd med att försöka sälja en ny typ av lättmetall från en brittisk biltillverkare. Man skulle även försöka svärta ned sina konkurrenter. Detterling förmår den alltid ”moraliske” Morrison att ta jobbet. 
Både Detterling och Leonard Percival, som lider av lättare tumörer i magen, går på Lloyd-James begravning och inleder därefter sin undersökning. Man besöker Lloyd-James mångåriga älskarinna Maisie Malcolm (vars efternamn här nämns för första gången) men hon har inget av intresse att berätta utöver hans sexuella böjelser. Därefter åker de båda till Korfu och intervjuar Max de Freville. Man hinner även se Angela Tucks grav vilken de Freville gjort till ett bisarrt mausoleum. Under undersökningens gång diskuterar Detterling och Percival mycket, även om sina egna liv. Detterling ger äntligen en förklaring till varför han, efter många år i armén, aldrig nådde högre än kaptens grad. Han hade, under kriget, råkat skriva under en beställning på bensin utan att kontrollera mängden. En kollega hade uppenbarligen sålt överskott av bensin på svarta marknaden och Detterling blev därmed misstänkt som medhjälpare. Han slapp undan större efterräkningar men hans karriär var i princip förstörd efter detta. 
De båda besöker Lloyd-James gamla mor som förklarar att hon inte haft någon vidare kontakt med sin son sedan han var 12 även om han besökt henne ett par gånger om året. Därefter besöker man Roger Constable som berättar om hur Lloyd-James troligen stulit innehållet i en prisbelönt essä men att inget kunnat bevisas. Man besöker även Tom Llewyllyn, som lever ensam med sin originella dotter ”Baby” Llewyllyn, och han diskuterar också denna essä. Det blev emellertid aldrig någon skandal av detta. Man besöker Fielding Gray, vilket berättar om festen 1945 där Lloyd-James mådde illa och slocknade. 
Lord Canteloupe håller därefter en (i sanning minnesvärd) minneshögtid för Lloyd-James med åtta män och en kvinna: Carton Weir, Tom Llewyllyn, Peter Morrison, Jonathan Gamp, Gregory Stern, Kapten Detterling, Lord Canteloupe, Fielding Gray och Maisie Malcolm. Under middagen diskuterar Peter Morrison en historia han fått höra av deras gamle bekante Ivan Blessington. Efter festen 1945 hade den snåle Lloyd-James lämnat en half crown istället för vanliga fem shillings till husföreståndarinnan i samband med städningen. Hon hade därefter, något ilsken, sökt upp den sovande Lloyd-James men det hela slutade med att de båda hade sex och att hon blev gravid. Helt nyligen hade hon hört av sig till Lloyd-James och berättat att hon 1946 fött en son som hon officiellt fått med en annan man. Hon var nu änka och levde i enkla omständigheter och undrade om Lloyd-James inte kunde hjälpa henne något. Han hade, enligt Ivan Blessington, enbart sett fram emot det hela och verkade finna det roligt att ha blivit far på äldre dagar. 
Några dagar efter middagen finner Percival och Detterling snart kvinnan, Meriel Weekes. Det visar sig mycket riktigt att Lloyd-James hade besökt henne under sin sista dag i livet. Som det visar sig har dock hennes son, James Weeks, hamnat i kriminalitet och har blivit svårt vanställd både fysiskt och mentalt. Meriel Weekes beskriver även den chock Lloyd-James fick då han mötte sin son. I bokens sista samtal slår Detterling och Percival fast att Lloyd-James knäcktes av detta och på något vis såg ett slag guds straff bakom det hela. 